# Tipula (Yamatotipula) couckei
Tipula (Yamatotipula) couckei is een tweevleugelige uit de familie langpootmuggen (Tipulidae). De soort komt voor in het Palearctisch gebied.